# لوهي
لوهي (بالصينية: 漯河市 )‏ هي مدينة على مستوى محافظة، في جمهورية الصين الشعبية، تتبع خنان، تبلغ مساحتها 2,617 كيلومتر مربع، رمزها البريدي هو 462000.

## التقسيمات الإدارية
- Yuanhui, Luohe [الإنجليزية]‏
- Yancheng, Luohe [الإنجليزية]‏
- Shaoling, Luohe [الإنجليزية]‏
- Wuyang County [الإنجليزية]‏
- Linying County [الإنجليزية]‏.